# Leptotarsus binnaburrae
Leptotarsus binnaburrae är en tvåvingeart som först beskrevs av Alexander 1951.  Leptotarsus binnaburrae ingår i släktet Leptotarsus och familjen storharkrankar. Inga underarter finns listade i Catalogue of Life.